# Werner Töniges
Werner Töniges (* 7. Januar 1910 in Oberhausen; † 25. Januar 1995 in Essen) war ein  deutscher Marineoffizier der Kriegsmarine, zuletzt Korvettenkapitän im  Zweiten Weltkrieg. Auf 281 Feindfahrten versenkte er 18 Schiffe mit 86.200 Bruttoregistertonnen (BRT). Als erster Schnellbootfahrer erhielt er das Eichenlaub zum Ritterkreuz des Eisernen Kreuzes.

## Leben
Werner Töniges war der Sohn des Oberhausener Bergwerksdirektors August Töniges. Am 5. April 1935 wechselte Töniges von der Handelsmarine zur Kriegsmarine. Seit  1937 Leutnant zur See, nahm er auf der Admiral Graf Spee am  Spanischen Bürgerkrieg teil. Er wechselte zu den Schnellbooten und war Kommandant von S 24, S 26 und S 102 (1. Schnellboot-Flottille). Auf S 102 folgte ihm Kapitänleutnant Friedrich Kemnade.
Töniges versenkte 18 Kriegs- und Handelsschiffe sowie zwei U-Jagd-Boote. Ende September 1942 wurde er als Inspektionschef an die Marineschule Mürwik versetzt. Dort erhielt er das Schnellboot-Kriegsabzeichen mit Brillanten. Ab September 1943 diente er als Ausbildungsoffizier beim Oberkommando der Marine, wo er am 1. Januar 1945 zum Korvettenkapitän befördert wurde.
Nach dem Krieg war er selbständiger Kaufmann in Witten. Er starb kurz nach seinem 85. Geburtstag.

## Auszeichnungen
- Eisernes Kreuz (1939)

2. Klasse (24. Juni 1940)
1. Klasse (6. Juli 1940)
- Spanienkreuz (6. Juni 1939)[3]
- Medaille zur Erinnerung an den 1. Oktober 1938 (20. Dezember 1939)[3]
- Finnischer Orden des Freiheitskreuzes 4. Klasse (4. November 1941)[3]
- Schnellboot-Kriegsabzeichen

Schnellboot-Kriegsabzeichen (28. Januar 1941)
Schnellboot-Kriegsabzeichen mit Brillanten (16. Dezember 1942)
- Krimschild (16. August 1943)[3]
- Ritterkreuz des Eisernen Kreuzes

Ritterkreuz des Eisernen Kreuzes (25. Februar 1941) als Oberleutnant zur See und Kommandant von S 102
Eichenlaub zum Ritterkreuz (143. Verleihung, 13. November 1942) als Kapitänleutnant und Kommandant von S 102